# 大工の源さん
『大工の源さん』（だいくのげんさん、海外版タイトル：Hammerin' Harry）は、アイレム（現・アピエス）より1990年にアーケードゲームとして発売された『大工の源さん 〜べらんめ町騒動記〜』を始めとするゲーム作品シリーズ。ここでは主にアーケード版ゲーム及びアニメ版について述べる。

## 概要
下町を舞台にした前時代的な設定で、乱開発を行う悪徳建設会社に、昔気質の大工が木槌を手に独り立ち向かうという、当時のバブル時代の開発ラッシュを反映したストーリーになっている。
1991年にファミリーコンピュータ（FC）に移植。ライフ制（4ライフ＋残機制＋ミニゲーム付き）に変更された。1992年と1994年にゲームボーイ、1993年にファミコンとスーパーファミコンでそれぞれ続編が制作されている。また、2000年にもバイオックス（ギャップス）社から、ゲームボーイカラーで続編が発売された。
1996年、三洋物産より本作のキャラクターを使用したパチンコCR機『CR大工の源さん』が登場。人気作として今なおシリーズが作られ続けている（大工に限らず、寿司屋や蕎麦屋になっているものもある）。
2008年1月下旬、PlayStation Portable用ゲーム作品『いくぜっ!源さん 夕焼け大工物語』の制作が開始し、同時にアニメの制作も行われた。

## ゲームシステム
- 8方向レバー（移動）と2ボタン（攻撃、ジャンプ）で主人公である源さん（田村源三）を操作する横スクロール形式のアクションゲーム。敵もしくは敵の攻撃に触れるとミスとなり、源さんをひとつ失う。全6ステージ×2周。
- レバーを上に入れっぱなしにすると、手にした木槌を上に構え、真上方向からの攻撃を防ぐ。その状態で攻撃すると、木槌を上に突き出して攻撃する。
- レバーを下に入れると、木槌を前方に置くようにして屈み、前方からの攻撃を防ぐ。その状態で攻撃すると、地面を叩いて地震を起こし、雑魚敵の動きを一時的に止めることができる。また敵に直接当てると、通常の2倍の威力がある。
- ジャンプして着地寸前にレバーを下に入れて攻撃すると、より強い地震が起こり、地面にいる雑魚敵が全滅する。敵に直接当てると、通常の2倍の威力がある。
- 1周目をクリアした後はより難易度が上昇した2周目がスタートする。平均ではあるが雑魚敵の移動スピード､攻撃頻度が2倍、耐久力3倍といった著しい難易度の上昇が見られる。

### 海外版との比較
日本国内版と比較して以下の修正が行われている。
- 主人公名が｢Harry｣に変更[注 1]
- 一部アイテムの意匠変更
- ステージ内の装飾の変更
  - 上記は主に日本文化である酒瓶や漢字表記などが撤廃され差し替えられている

### アイテム
FC版ではボーナスステージで獲得したアイテムを持ちこすことが可能。
金袋
得点アイテム。FC版では登場しない。
ヘルメット
ミスを一度だけ防ぐ。
FC版ではライフ制となったため、残りライフ1のときにダメージを受けることで自動発動する。その際ノックバックは発生しない。
ちから石
「馬鹿力」と書かれた石。木槌が大型の「巨大木槌」となり、攻撃力が倍増する。ジャンプしなくても強い地震攻撃も可能になる。「スーパードリンク」の効果と共有できない。
FC版では巨大木槌そのもので登場。海外版では[POW]と書かれたアイテムに変更されている。
スーパードリンク
酒のラベルが貼られた飲み物。体が赤くなり、木槌を縦に振りまわす回転攻撃に変化する。周囲を攻撃できる他攻撃力が倍増する。ただし、上方攻撃と地面叩きができなくなる。「ちから石」の効果と共有できない。
FC版ではラベルが削除された見た目に変更され、海外版ではトウガラシに変更されている。
ブロンズニッカボッカ
青い色のニッカボッカ。ジャンプ力が上昇する。FC版ではニッカボッカだけでなくハチマキも青くなる。
1UP源さん
源さんの人形。残機がひとつ増える。FC版及び海外版では登場しない。
以下はFC版のみのアイテム。セレクトボタンで使用できる。
回復ドリンク「いっぷく君」
体力を1つ回復する。
愛のおにぎり
カンナちゃん手作りのおにぎりで、体力が全回復する。ボーナスステージでのみ入手可能。
先祖のお守り
画面上の敵すべてにダメージを与える。
スロータイマー「のろのろ君」
一定時間敵の動きを遅くする。

## シリーズ中のおもなキャラクター
田村 源三（たむら げんぞう）
通称「源さん」。10月10日生まれのてんびん座。好きな食べ物はカツ丼、プリンアラモード、寿司（特にヒラメ）。嫌いな食べ物は特に無いがナイフとフォークを使うものが苦手。日課は1番風呂。FC版時点の設定では1970年生まれ。
花の江戸っ子、部乱目（べらんめ）町育ち。建設会社「桐島組」に祖父の代から三代勤める大工。大工の腕は天下一品。曲がったことは大嫌いな“歩く正義感”とも言われるがらっぱち野郎。愛用の木槌で悪を叩きのめし、時には宇宙や未来ですら戦いを繰り広げる。桐島組社長の娘「桐島カンナ」とは幼なじみ。  ねじり鉢巻に腹巻、ニッカポッカという昔ながらの大工スタイルで、『がんばれ大工の源さん』の頃から青い法被も着るようになった。
桐島 カンナ（きりしま カンナ）
4月4日生まれのおひつじ座。好きな食べ物はイチゴのショートケーキ、水餃子、いなり寿司。嫌いな食べ物はタコ。
源さんの幼馴染。ヒロイン。建設会社「桐島組」の跡取り娘で、都立部乱目（べらんめ）高校3年生。スポーツはオンチであるが、手先は器用。よくぬいぐるみを作っている。頑固者の源さんとはよく衝突しているが、本当は源さんのことが好きである。妹に、寿司屋「すし源」で働く「桐島 アガリ」がいる。服装はパチンコシリーズを含め基本的にセーラー服だが、初作のアーケード版や『木づちだクイズだ源さんだ!』では私服での登場であり、FC版2作でもドット絵こそはセーラー服だが説明書やカセット、エンディングの一枚絵ではいずれも私服で描かれていたりと、当初は必ずしもセーラー服で固定という訳ではなかった。2020年のパチンコ『大工の源さん 超韋駄天』では久しぶりに私服での登場となっている。
アーケード版ではエンディングのみの登場。FC版『1』ではステージクリアの度にさらわれては、彼女を助けるボーナスゲームが発生する。以降も毎度のように敵にさらわれ、源さんが助けに行くのがアクションシリーズにおけるお約束となった。
PSP版『いくぜっ! 源さん 夕焼け大工物語』では、条件を満たすと源さんの代わりにプレイヤーキャラクターとして使用可能になる。使用武器はハリセン。
黒木 氷介（くろもく ひょうすけ）
地上げ、手抜き工事、土地ころがしで私腹を肥やす悪の建築会社「黒木組」の社長。初代およびFC版『1』のラストボスで、源さんの家を破壊したことで彼の逆襲に遭う。よく悪事を行うが、そのたびに源さんに改心させられている。しかし、すぐ元に戻ってしまうどうしようもない男。『がんばれ大工の源さん』では、Dr.パラレルと、タイムマシンで未来から現れた子孫の「黒木 雷蔵（くろもく らいぞう）」と手を組み、源さんに雪辱戦を挑んだ。
八波 弾（はっぱ だん）
通称「ダイナマイト・ダン」。元は「赤毛のダン」と名乗っていたが、『がんばれ大工の源さん』で改名した。当初は源さんの宿命のライバル（自称）とされ、FC版『1』では中ボスとして戦った後に「バクレツマシーン」という機械に乗ってボスとなる。『大工の源さん2 赤毛のダンの逆襲』ではタイトル通り源さんへの逆襲を目論み、Dr.パラレルと組んでカンナちゃんを誘拐した。以降も源さんをライバル視しているが、源さん自身には相手にされていない。
Dr.パラレル（ドクター・パラレル）
日本の建築業界を牛耳ることを目論む悪の天才科学者。『2』のラストボス。源さんの父の田村源六とは宿命のライバルで、これまでも彼に悪巧みを打ち砕かれていたが、やがてターゲットを息子の源さんに切り替え、八波弾を唆して利用し、源さんに戦いを挑んだ。その後も黒木氷介と組んで度々悪事を行なっている。
刃渡 ミカ（はわたり ミカ）
通称「チェーンソー・ミカ」。その名の通りチェーンソーを操る女大工。顔はかわいいが、性格はかなりキレている。『がんばれ大工の源さん』にて初登場し、黒木組の刺客として源さんの前に立ちはだかった。当初は「組のため」と称して源さんを倒すためだけに戦いを挑んでおり、アニメ版でも敵としての登場だったが、パチンコシリーズでは昇格キャラなど味方的なポジションとなっており、やがて「黒木組の在り方に嫌気が刺し、桐島組に移籍した」という設定として源さんの仲間側に回った。
PSP版『いくぜっ！源さん〜夕焼け大工物語〜』では、条件を満たすと源さんの代わりにプレイヤーキャラクターとして使用可能になる。

## シリーズ作品
- 大工の源さん〜べらんめ町騒動記〜（1990年 アーケード）

シリーズ第1作。 黒木組に家を壊された源さんが彼らの暴虐に立ち向かう。後の家庭用版と違ってライフ制ではなく一撃死となっている。全6ステージで、高難易度の2周目をクリアするとゲームクリアとなるが、1周目でもエンディング自体は見られる。
- 大工の源さん（1991年11月15日発売、FC）

アーケード版の移植。ストーリーは同じだが、登場する敵やステージなどは別作品とも言えるほど差異が多い。全5ステージの2周クリア制で、アーケード版同様に1周目でもエンディングは見られる。ステージ3まではクリアの度にカンナちゃんを助けるボーナスゲームが発生する。
- 大工の源さん ゴーストビルディングカンパニー（1992年7月31日発売、GB）

幽霊にさらわれたカンナちゃんを救うべく、源さんがゴーストビルディングカンパニーに戦いを挑む。全5ステージで2周目は無く、シューティングステージや水中ステージと言った新たな要素を盛り込んでいる。カンナちゃんの服装がセーラー服で統一された最初の作品でもある。
- 木づちだ クイズだ 源さんだ！（1992年12月18日発売、GB）

クイズゲーム。「ミスターQ」と名乗る悪党にさらわれたカンナちゃんを救うべく、源さんがクイズ勝負に挑む。
- 大工の源さん2 赤毛のダンの逆襲（1993年10月22日発売、FC）

FC版初代の続編。カンナちゃんをさらった赤毛のダンを追って再び源さんが旅立つ。全8ステージの2周クリア制だが、今回は2周目をクリアすると最後の一枚絵が色付きになり、もう一枚の絵が表示される。ボーナスゲームは最終ステージを除く偶数ステージでのみ発生する。
- がんばれ大工の源さん（1993年12月22日発売、SFC）

FC版2作の流れを汲む作品。雪辱戦を挑んできたかつての敵達にまたしても家を破壊された源さんは彼らを再び改心させるべく立ち上がり、やがて時を超えて未来にまで辿り着く。全9ステージだが、2ステージ毎に前後編のエリアとして分けられており、4エリア+ラストボスの構成となっている。周回制は廃止され、代わりに難易度選択が可能になっており、イージーモードではスタッフロールが見られなくなっている。従来以上にキャラボイスが採用されており、御馴染みの台詞以外にも、敵の被ダメージ時にもキャラに応じた声が出る。エリアボス戦前やエリア間には会話シーンが挿入される。
- 大工の源さん ロボット帝国の野望（1994年3月25日発売、GB）

『ゴーストビルディングカンパニー』の直接の続編。前作のエンディングでミサイルに乗って脱出した源さんとカンナちゃんは宇宙まで行ってしまい、丁度、地球侵略に現れたロボット帝国の宇宙船に突っ込んでしまう。カンナちゃんともはぐれた源さんは、地球侵略に反対するロボットと協力して帝国の指導者「デスロボス」に立ち向かう。全5ステージ。シリーズでは珍しく味方となるキャラクターが登場し、彼らと協力して進んだり、源さんではなく彼らを操作するシーンもあり、源さんがラストボスと対決しない唯一の作品でもある。ステージ間にはイベントデモが流れ、ストーリー性が強くなっている。
- 大工の源さん カチカチのトンカチがカチ（2000年4月28日発売、GBC）

巨大地上げロボットの開発を目論む黒木氷介とDr.パラレルの悪事に巻き込まれ、またしてもさらわれたカンナちゃんを救うべく源さんが特殊なトンカチを手に立ち上がる。三種類のトンカチを駆使して敵をブロックに変えて足場にしたり、壊したりなどで進んでいくパズルゲームの性質が強く、ジャンル名も「アクションパズル」となっている。『CR大工の源さん』登場後の作品であり、本作以降はそちらのデザインや設定が用いられている。
- 三洋パチンコパラダイス4 〜寿司屋だ源さん〜（2000年10月12日発売、PS）

パチパラシリーズの一作。ストーリーモードは収録台である『CR 寿司屋の大将』の設定を用いたアドベンチャーゲームとなっている。腰を痛めた源八郎に代わり、寿司屋「すし源」を任された源さんがパチンコを打ちつつ町の人々の悩みを解決していく。
- いくぜっ!源さん〜夕焼け大工物語〜（2008年5月15日発売、PSP）

『ロボット帝国の野望』以来、14年ぶりに純粋なアクションゲームに回帰した作品。同時期に放送されていたアニメ版との関連性が強く、源さんと黒木組との戦いという御馴染みの流れから始まる。今作では寿司屋や野球選手と言った別の職業への変身が可能。また、条件を満たすとカンナちゃんや刃渡ミカも操作可能となっている。本作では一部のステージで、『R-TYPEシリーズ』の自機や戦艦、敵キャラクターが登場している。

## アニメ『いくぜっ! 源さん』
2008年3月24日より、GyaO内にて同年6月9日まで配信されていた。全12話。毎週月曜更新。

### 声の出演
- 田村源三 - 山口勝平
- 桐島カンナ - 山本梓
- 黒木氷介 - 小村哲生
- 八波弾 - 谷山紀章
- 刃渡ミカ - 黒河奈美
- なにわ大介 - 相沢正輝
- 田村源九郎 - 中博史
- 田村源六 - 乃村健次
- 田村みわ子 - 小松由佳
- 田村あゆみ - いのくちゆか
- 田村源八朗 - 塚田正昭
- 桐島杉松 - 長嶝高士
- 桐島竜三 - 園部啓一
- 桐島アガリ - 江里夏
- 茶ダヌキ - 宮澤正

### スタッフ
- 原作 - アイレムソフトウェアエンジニアリング
- 原作協力 - 三洋物産
- 企画協力：安藤弘光（三洋物産）、九条一馬（アイレムソフトウェアエンジニアリング）、城下仁茂（アイレムソフトウェアエンジニアリング）
- 監督 - 奥村よしあき
- シリーズ構成 - 長谷川勝己
- キャラクターデザイン・総作画監督 - 荒牧園美
- 美術監督 - 中村光毅
- 色彩設計 - 古川康一
- メカ・小物デザイン - 細川秀樹
- 撮影監督 - 飯尾裕美
- 編集 - 小峰博美
- 音響監督 - 早瀬博雪
- 音楽 - 苗加琢人
- プロデューサー - 竹川洋志、森下将和
- アニメーション制作 - 日本アニメーション
- 企画・制作 - ティーツーアイエンターテイメント

### 各話リスト
制作順（DVD収録順）とGYAO!配信順は異なるが、ここでは制作順で記す。
| 話数     | 配信版 話数 | サブタイトル                    | 脚本           | 絵コンテ              | 演出         | 作画監督   |
| -------- | ----------- | ------------------------------- | -------------- | --------------------- | ------------ | ---------- |
| 第1話    | 第1話A      | 部乱目長屋を守るんでぃ!         | 長谷川勝己     | 奥村よしあき          | 奥村よしあき | 宇田川一彦 |
| 第2話    | 第3話A      | 宮大工の源さんでぃ!             | 長谷川勝己     | 奥村よしあき          | 橋口洋介     | 宇田川一彦 |
| 第3話    | 第2話A      | 源さん一家の休日でぃ!           | 長谷川勝己     | 橋口洋介              | 奥村よしあき | 我妻宏     |
| 第4話    | 第1話B      | 源さんの授業参観でぃ!           | 長谷川勝己     | 斉藤啓也              | 斉藤啓也     | 我妻宏     |
| 第5話    | 第2話B      | まいど! すし屋の源さんでぃ!     | 長谷川勝己     | 和崎八大              | 櫛引康志     | 古山匠     |
| 第6話    | 第7話A      | 呪いのノコギリでぃ!             | 高山治郎       | 櫛引康志              | 櫛引康志     | 粉川剛     |
| 第7話    | 第4話A      | D-1グランプリの開幕でぃ!        | 長谷川勝己     | 細川秀樹              | 細川秀樹     | 宇田川一彦 |
| 第8話    | 第4話B      | D-1グランプリの決勝でぃ!        | 長谷川勝己     | 奥村よしあき          | 細川秀樹     | 宇田川一彦 |
| 第9話    | 第8話A      | 金の仔猫をさがすんでぃ!         | あみやまさはる | 斉藤啓也 奥村よしあき | 櫛引康志     | 加瀬政広   |
| 第10話   | 第3話B      | 大物マグロを狙うんでぃ!         | 高山治郎       | 橋口洋介 奥村よしあき | 櫛引康志     | 加瀬政広   |
| 第11話   | 第11話B     | 引っ越し蕎麦を打つんでぃ!       | あみやまさはる | 川西泰二              | 川西泰二     | 我妻宏     |
| 第12話   | 第5話A      | 野球でかっとばすんでぃ!         | 高山治郎       | 川西泰二              | 川西泰二     | 我妻宏     |
| 第13話   | 第5話B      | 夫婦ゲンカを止めるんでぃ!       | 長谷川勝己     | 中西伸彰              | 櫛引康志     | 粉川剛     |
| 第14話   | 第11話A     | かぶと虫を捕まえるんでぃ!       | あみやまさはる | 中西伸彰              | 櫛引康志     | 粉川剛     |
| 第15話   | 第6話A      | 愛と青春の卓袱台でぃ!           | 長谷川勝己     | 奥村よしあき          | 細川秀樹     | 宇田川一彦 |
| 第16話   | 第6話B      | すしで勝負をつけるんでぃ!       | 高山治郎       | 細川秀樹              | 細川秀樹     | 宇田川一彦 |
| 第17話   | 第10話A     | 親父と母ちゃんの結婚記念日でぃ! | あみやまさはる | 中西伸彰              | 櫛引康志     | 古山匠     |
| 第18話   | 第9話A      | 泥棒を捕まえるんでぃ!           | 高山治郎       | 中西伸彰              | 櫛引康志     | 古山匠     |
| 第19話   | 第7話B      | 源さんの秘境探検でぃ!           | 長谷川勝己     | 平尾美穂              | 鈴木幸雄     | 中島豊秋   |
| DVD特典1 | 未配信      | 温泉で骨休みでぃ!               | あみやまさはる | 橋口洋介 奥村よしあき | 鈴木幸雄     | 中島豊秋   |
| 第20話   | 第8話B      | 華のお江戸の源さんでぃ!         | 長谷川勝己     | 奥田誠治 奥村よしあき | 橋口洋介     | 我妻宏     |
| 第21話   | 第12話A     | 宇宙人をたすけるんでぃ!         | 高山治郎       | 奥村よしあき          | 細川秀樹     | 我妻宏     |
| 第22話   | 第9話B      | 町の宝、部乱目山でぃ!           | あみやまさはる | 中西伸彰              | 櫛引康志     | 加瀬政広   |
| DVD特典2 | 未配信      | ときめきカンナちゃんでぃ!       | 長谷川勝己     | 中西伸彰              | 櫛引康志     | 古山匠     |
| 第23話   | 第10話B     | 暴走トラック、激突でぃ!         | 高山治郎       | 奥田誠治 奥村よしあき | 鈴木幸雄     | 中島豊秋   |
| 第24話   | 第12話B     | 部乱目御輿は、祭りの華でぃ!     | 長谷川勝己     | 奥村よしあき          | 鈴木幸雄     | 中島豊秋   |